# Tylencholaimellus diplodurus
Tylencholaimellus diplodurus är en rundmaskart som beskrevs av M. V. Cobb 1915. Tylencholaimellus diplodurus ingår i släktet Tylencholaimellus och familjen Tylencholaimellidae. Inga underarter finns listade i Catalogue of Life.